# Ottilie von Katzenelnbogen

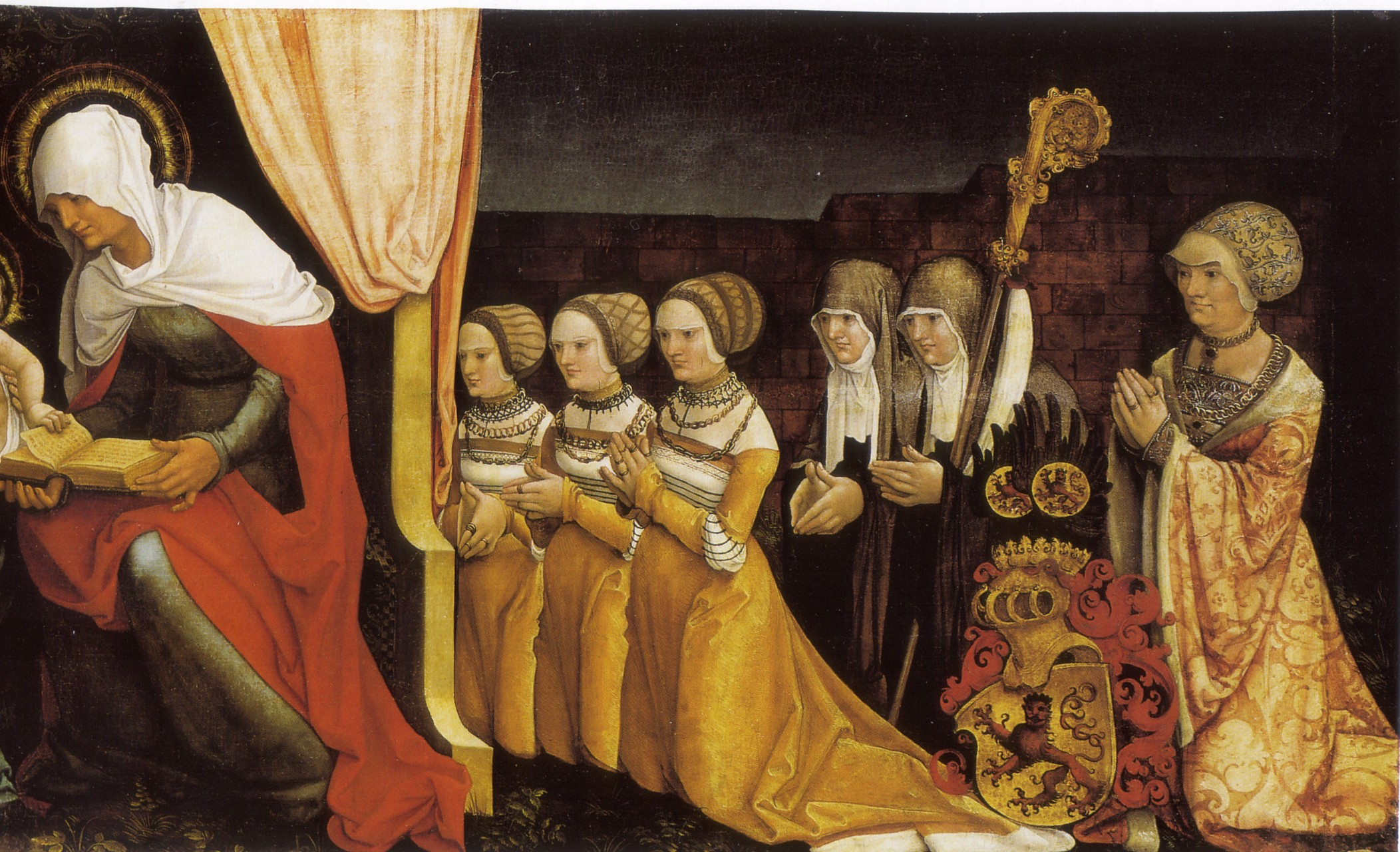
Ottilie (rechts) mit ihren fünf Töchtern, Ausschnitt aus der Markgrafentafel

Ottilie von Katzenelnbogen (* vermutlich 1453 auf der Starkenburg in Heppenheim; † 15. August 1517 in Baden-Baden) war durch Heirat mit Christoph I. von Baden Markgräfin von Baden. Durch ihre beiden Söhne Bernhard und Ernst ist sie die Stammmutter der Linien Baden-Baden und Baden-Durlach.

## Leben
Ottilie kam als einziges Kind des Grafen Philipp von Katzenelnbogen dem Jüngeren und seiner Frau Ottilie von Nassau-Dillenburg (* 1437; † 1493) auf der Starkenburg in Heppenheim zur Welt. Am 22. März 1453 wurde sie getauft. Väterlicherseits war sie eine Enkelin des Grafen Philipp von Katzenelnbogen des Älteren und der Anna von Württemberg, Tochter von Graf Eberhard IV. und Enkelin von Antonia Visconti.
Ottilie war noch ein Kind, als ihr Großvater Philipp von Katzenelnbogen der Ältere kurz nach dem Tod des letzten männlichen Katzenelnbogener Erben Eberhard im Jahr 1456 eine Heiratsabrede mit Friedrich I., dem Kurfürsten von der Pfalz, traf, indem er sie mit dessen Neffen Philipp verlobte. Als Ottilie elf Jahre nach der Verabredung 1467 ein heiratsfähiges Alter erreicht hatte, lehnte der Bräutigam aber eine Heirat mit ihr aus persönlichen Gründen ab. Anstatt dessen wurde sie auf Betreiben des Trierer Erzbischofs Johann II. von Baden mit seinem Neffen verlobt, dem Markgrafen Christoph I. von Baden. Der Heiratsvertrag wurde am 20. Juni 1468 unterschrieben. Die Eheschließung fand im darauffolgenden Jahr am 30. Januar in Koblenz im Rahmen einer Doppelhochzeit statt, denn Christophs Schwester Cimburga heiratete am gleichen Tag den Grafen Engelbert II. von Nassau-Dillenburg.
Ihre Mitgift war die höchste, die im Mittelalter jemals in das badische Markgrafenhaus eingebracht wurde. Neben der Burg Stadeck mit allem Zubehör bestand ihre Aussteuer aus 26.000 Gulden sowie weiteren, später fälligen 48.000 Gulden. Sie belief sich damit auf eine Gesamtsumme von etwa 80.000 Gulden.
Die Ehe zwischen Ottilie und ihrem Mann wird als glücklich bezeichnet. Zwischen 1470 und 1493 brachte sie insgesamt 15 Kinder zur Welt, von denen 13 das Erwachsenenalter erreichten:
- Ottilie (* 1470; † 1490), Äbtissin in Pforzheim
- Jakob (* 1471; † 1511), Erzbischof von Trier
- Maria (* 1473; † 1519), Äbtissin im Kloster Lichtenthal
- Bernhard (* 1474; † 1536), Markgraf von Baden
- Karl (* 1476; † 1510), Domherr in Straßburg und Trier
- Christoph (* 1477; † 1508), Domherr in Straßburg und Köln
- Philipp (* 1479; † 1533), Markgraf von Baden
- Rudolf (* 1481; † 1532), Domherr in Mainz, Köln, Straßburg und Augsburg
- Ernst (* 1482; † 1553), Markgraf von Baden
- Wolfgang (* 1484; † 1522)
- Sibylle (* 1485; † 1518), ⚭ 1505 Graf Philipp III. von Hanau-Lichtenberg (* 1482; † 1538)
- Rosine (* 1487; † 1554), ⚭ I) 1503 Graf Franz Wolfgang von Hohenzollern (* 1483/84; † 1517), ⚭ II) Johann von Ow zu Wachendorf († 1571)
- Johann († 1490)
- Beatrix (* 1492; † 1535), ⚭ 1508 Pfalzgraf Johann II. von Simmern (* 1492; † 1557)
- Georg (* 1493; † 1493)

Nachdem Ottilies Großvater 1479 verstorben war, gab es Auseinandersetzungen mit dem Mann ihrer Tante, dem Landgrafen Heinrich III. von Hessen, um ihren Erbanteil an den Katzenelnbogener Besitzungen, die gemäß den Bestimmungen in Ottilies Eheabredung vor einem Schiedsgericht verhandelt wurden. Nach langwierigen Verhandlungen kam es zu einem Vergleich der beiden Streitparteien, bei dem die Markgräfin gegen eine Summe von 4000 Gulden vorerst auf ihre Ansprüche verzichtete. Als Landgraf Wilhelm III. von Hessen 1500 starb, erhielt Ottilie weitere 12.000 Gulden als Abfindung, sodass das Badener Haus im März 1501 endgültig auf die Grafschaft Katzenelnbogen verzichtete.
Markgräfin Ottilie starb am 15. August 1517 in Baden-Baden und wurde in der dortigen Stiftskirche beigesetzt. Ihr Epitaph aus Bronze zeigt ein Abbild von ihr mit den Wappen Württembergs und Katzenelnbogens zu ihren Füßen.